# Monardella sheltonii
Monardella sheltonii är en kransblommig växtart som först beskrevs av John Torrey, och fick sitt nu gällande namn av Howell. Monardella sheltonii ingår i släktet Monardella och familjen kransblommiga växter. Inga underarter finns listade i Catalogue of Life.